# Incident aérien de la baie de Suruga
Le 31 janvier 2001, le vol Japan Airlines 907, un Boeing 747-400 assurant la liaison entre l'aéroport international de Tokyo-Haneda, au Japon, et l'aéroport de Naha, à Okinawa, a évité de justesse une collision aérienne, au dessus de la baie de Suruga, avec le vol Japan Airlines 958, un McDonnell Douglas DC-10 en route depuis l'aéroport international de Gimhae, en Corée du Sud, à destination de l'aéroport international de Narita, au Japon.
Si l'accident s'était réellement produit, les 677 passagers et membres d'équipage à bord des deux appareils auraient tous péri, faisant de celui-ci la plus grande catastrophe aérienne de toute l'histoire de l'aviation.
L'incident a été attribué à de multiples erreurs commises par le contrôleur stagiaire du trafic aérien (ATC), Hideki Hachitani, et par son superviseur, Yasuko Momii. L'incident a amené les autorités japonaises à demander à l'OACI de prendre des mesures adéquates pour empêcher que des incidents similaires ne se produisent.

## Les avions impliqués
Le Boeing 747-446D, immatriculé JA8904, assurait le vol 907 entre l'aéroport international de Tokyo-Haneda et l'aéroport de Naha, avec 411 passagers et 16 membres d'équipage à bord. Le vol a décollé de l'aéroport de Tokyo-Haneda à 15h36, heure locale.
Le McDonnell Douglas DC-10-40, immatriculé JA8546, assurait le vol 958 entre l'aéroport international de Gimhae et l'aéroport international de Narita, avec 237 passagers et 13 membres d'équipage à bord.
Selon le plan de vol, les 2 appareil étaient censés se croiser à 2 000 pieds (600 m) l'un de l'autre.

## L'incident
L'incident s'est produit alors que le personnel navigant commercial (PNC) commençaient à servir les boissons à bord du vol 907. Le vol 958, lui, naviguait à son altitude de croisière, à 37 000 pieds (11 000 m). Le TCAS des 2 appareil a fonctionné correctement, une instruction "CLIMB" ("Monté") a été annoncée pour le vol 907; cependant, l'équipage a reçu des instructions contradictoires provenant du contrôle aérien du centre de contrôle régional de Tokyo (ja), à Tokorozawa. Le vol 907 a suivi un ordre de descente émis par le contrôleur, tandis que le vol 958 est descendu selon les instructions du TCAS, ce qui signifie que les 2 avions sont restés sur une trajectoire menant à une collision.
Le contrôleur stagiaire chargé du secteur aérien, Hideki Hachitani, âgé de 26 ans, s'occupait de 10 autres vols à ce moment-là. Il avait l'intention de donner l'ordre au vol 958 de descendre. Au lieu de cela, à 15h54, il a ordonné au vol 907 de descendre. Lorsque le stagiaire a remarqué que le vol 958 naviguait à une altitude en palier au lieu de descendre, il a alors demandé à vol 958 de virer à droite; le message n'est cependant pas parvenu au pilote. Le superviseur du contrôleur stagiaire, Yasuko Momii, a ordonné à "JAL 957" de monter, avec l'intention de dire au vol 907 de monter. Il n'y avait cependant aucun vol 957 dans le ciel au moment de l'incident.
Le vol 907 a évité la collision de justesse, en utilisant des manœuvres d'évitement extrêmement violente, une fois qu'il était en contact visuel avec le DC-10, et est passé à environ 443 pieds (135 mètres) de l'autre appareil.

Représentation de la cabine du vol 907.

Parmi les 427 occupants du 747, 7 passagers et 2 membres d'équipage ont été grièvement blessés; en outre, 81 passagers et 10 membres d'équipage ont signalé des blessures mineures. Certains passagers non attachés, dont des agents de bord avec leur chariots à boissons, ont été projeté contre le plafond de la cabine, délogeant certaines dalles de plafond. La plupart des blessures subies par les occupants consistaient en des ecchymoses, mais on compte également une femme de 54 ans victime d'une fracture à la jambe. De plus, un des chariots de boissons s'est renversé, brûlant certains passagers. Personne à bord du DC-10 n'a été blessé. Le vol 907, avec la cabine du 747 portant des dommages mineurs, est retourné à l'aéroport d'Haneda pour pouvoir évacuer les blessés, atterrissant à 16h45.

## Conséquences
Dans son rapport final sur l'incident, publié en juillet 2002, les autorités de l'aviation civile japonaise réclamèrent auprès de l'OACI, l'Organisation de l'aviation civile internationale, que les instructions du TCAS devaient toujours prévaloir sur les instructions du contrôle aérien, afin d'éviter qu'un incident similaire ne se reproduise, mais leurs demandes restèrent alors sans réponse. 
À la suite de la collision aérienne d'Überlingen, survenue un an et demi plus tard, également attribuée à des ordres contradictoires provenant du contrôle aérien et du TCAS, et qui avait coûté la vie à 71 personnes, l'OACI a accepté ces recommandations et a modifié sa réglementation en novembre 2003.